# St-Jacques (Illiers-Combray)

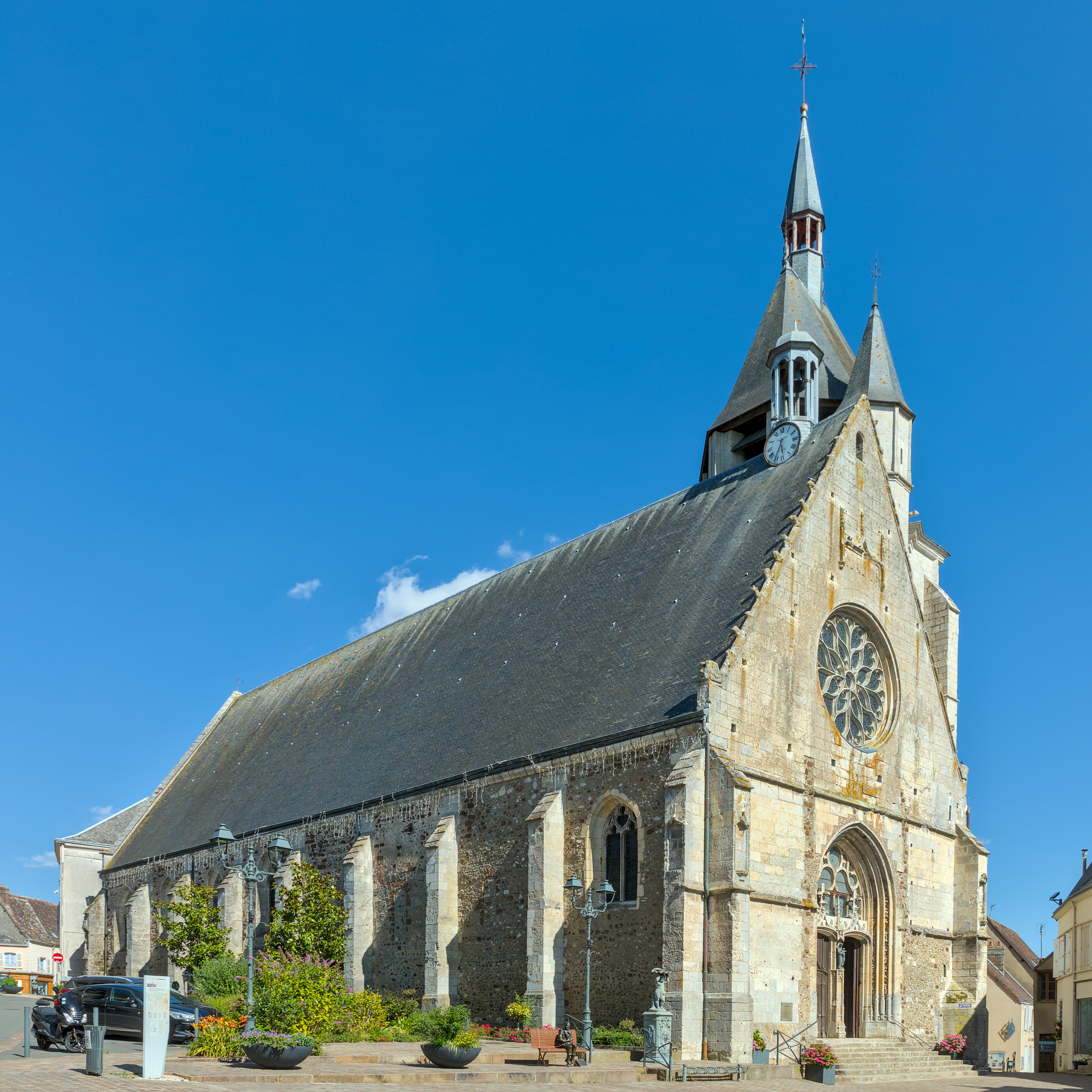
Kirche Saint-Jacques

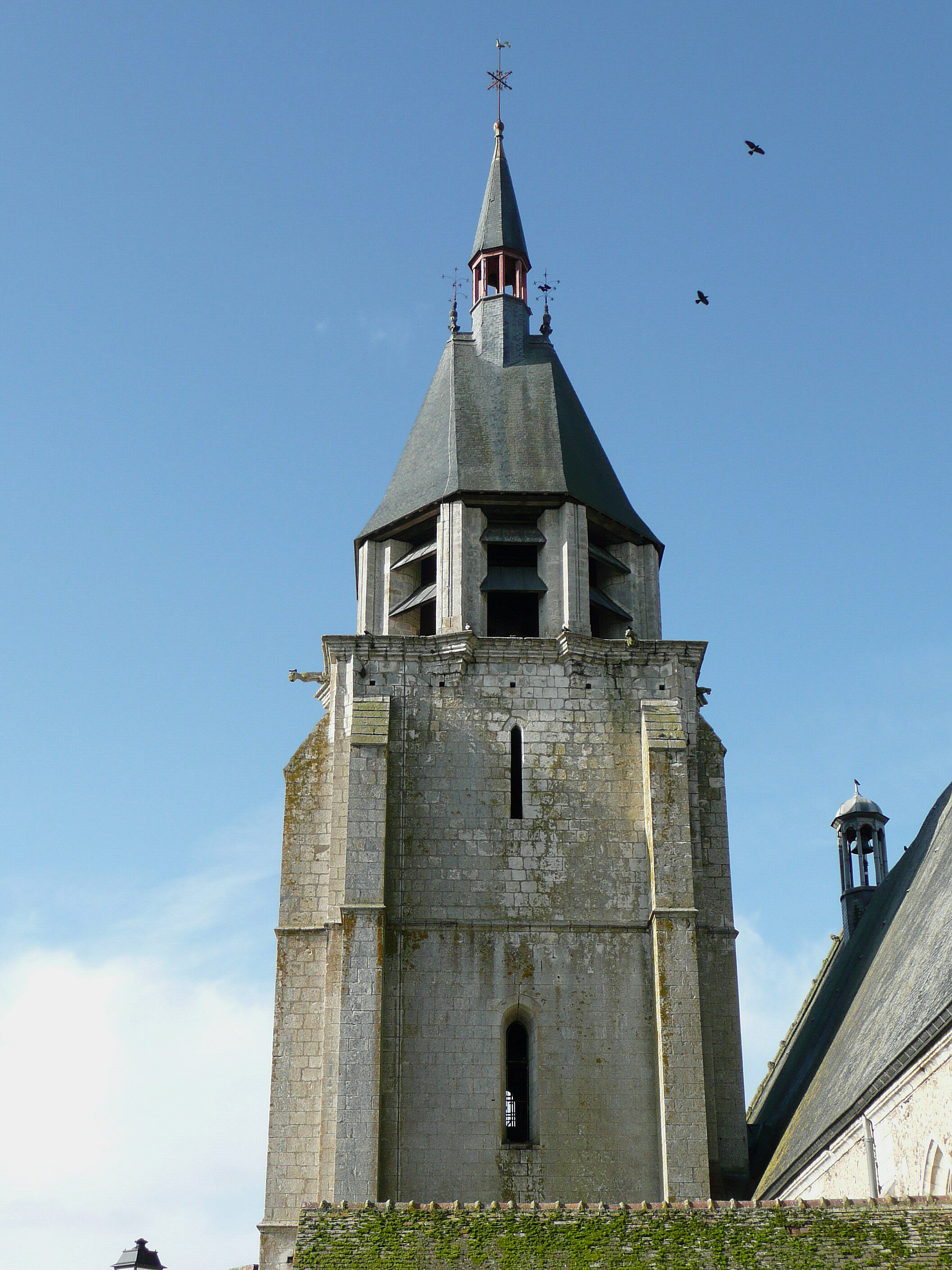
Glockenturm

Die katholische Kirche Saint-Jacques in Illiers-Combray, einer Gemeinde im Département Eure-et-Loir in der französischen Region Centre-Val de Loire, wurde im 15. Jahrhundert an der Stelle eines romanischen Vorgängerbaus errichtet. Die Kirche besitzt eine bemalte Holzbalkendecke aus dem 16. Jahrhundert. Im Jahr 1907 wurde die Kirche als Monument historique in die Liste der Baudenkmäler in Frankreich aufgenommen. Berühmt wurde der Kirchturm, der bei Proust in der Recherche eine prominente Rolle einnimmt; dieser verbrachte hier als Kind bei seinen Großeltern die Ferien.

## Geschichte
Nachdem die romanische Vorgängerkirche aus dem 11. Jahrhundert während des Hundertjährigen Krieges verwüstet worden war, wurde im 15. Jahrhundert eine neue Kirche errichtet. 1453 wurde der Chor, der sich an das romanische Langhaus anfügte, fertiggestellt. 1497 waren die Bauarbeiten am Glockenturm abgeschlossen und die Langhausjoche bis zur Westfassade vollendet. 1685 ersetzte man die gotischen Altäre und verkleidete die Wände mit einer Holztäfelung. Zwischen 1909 und 1911 wurden die Häuser, die im Norden und Westen an die Kirche angebaut waren, abgerissen und der freie Platz vor der Kirche geschaffen.

## Architektur

### Außenbau
Von der Vorgängerkirche aus dem 11. Jahrhundert sind an der Nordseite noch das romanische Portal und zwei Nischen erhalten. Das gotische Westportal wurde vermutlich nach den Hugenottenkriegen im 16. Jahrhundert und im Zuge der Restaurierung im Jahr 1895 umgestaltet.

### Innenraum
Das einschiffige Langhaus geht im Osten in den gerade geschlossenen Chor über. Der gesamte Innenraum wird von einer bemalten Holzbalkendecke aus dem 16. Jahrhundert überspannt. Neben floralen und ornamentalen Motiven sind die Apostel unter gemalten Baldachinen im Flamboyant-Stil dargestellt.

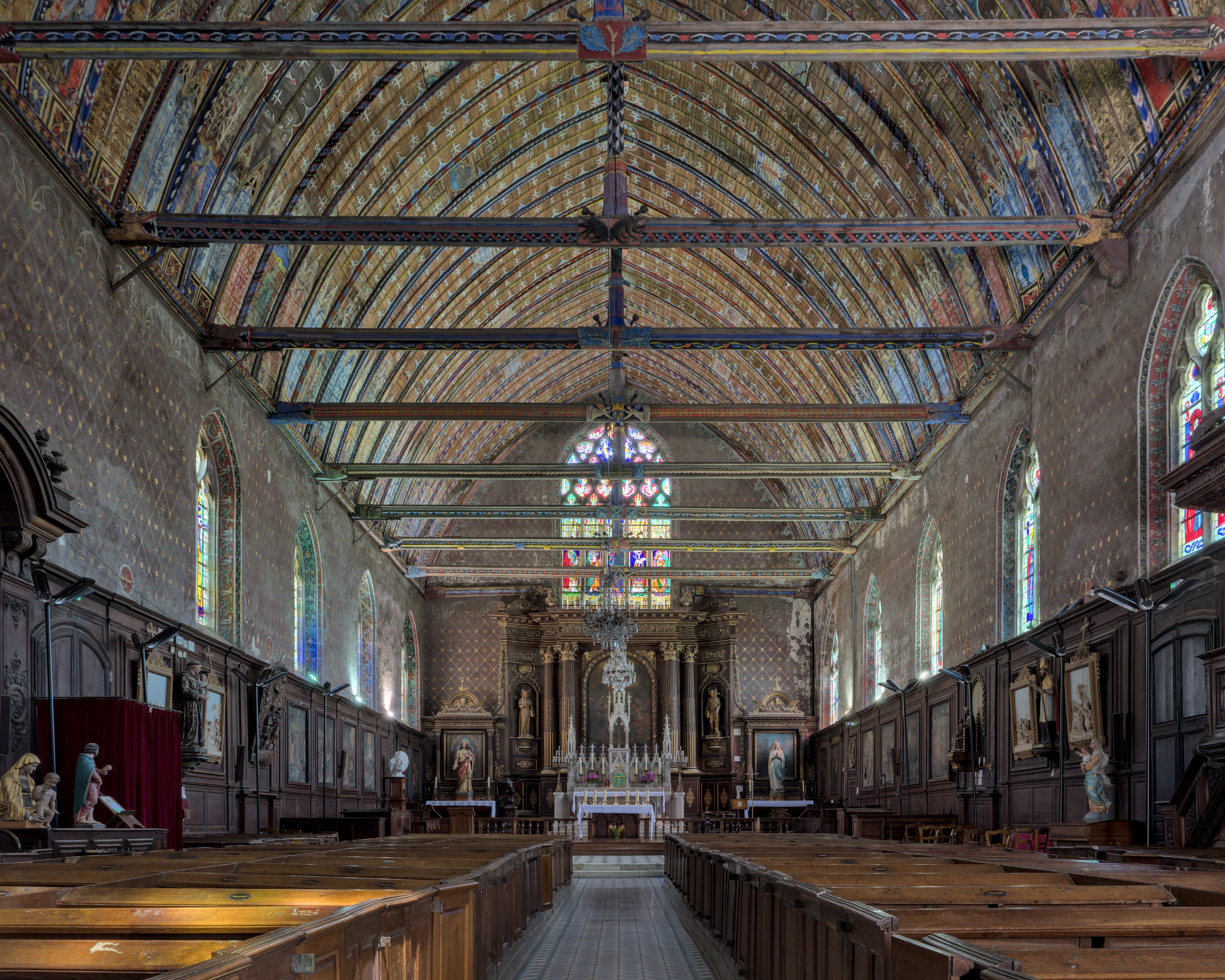
Innenraum
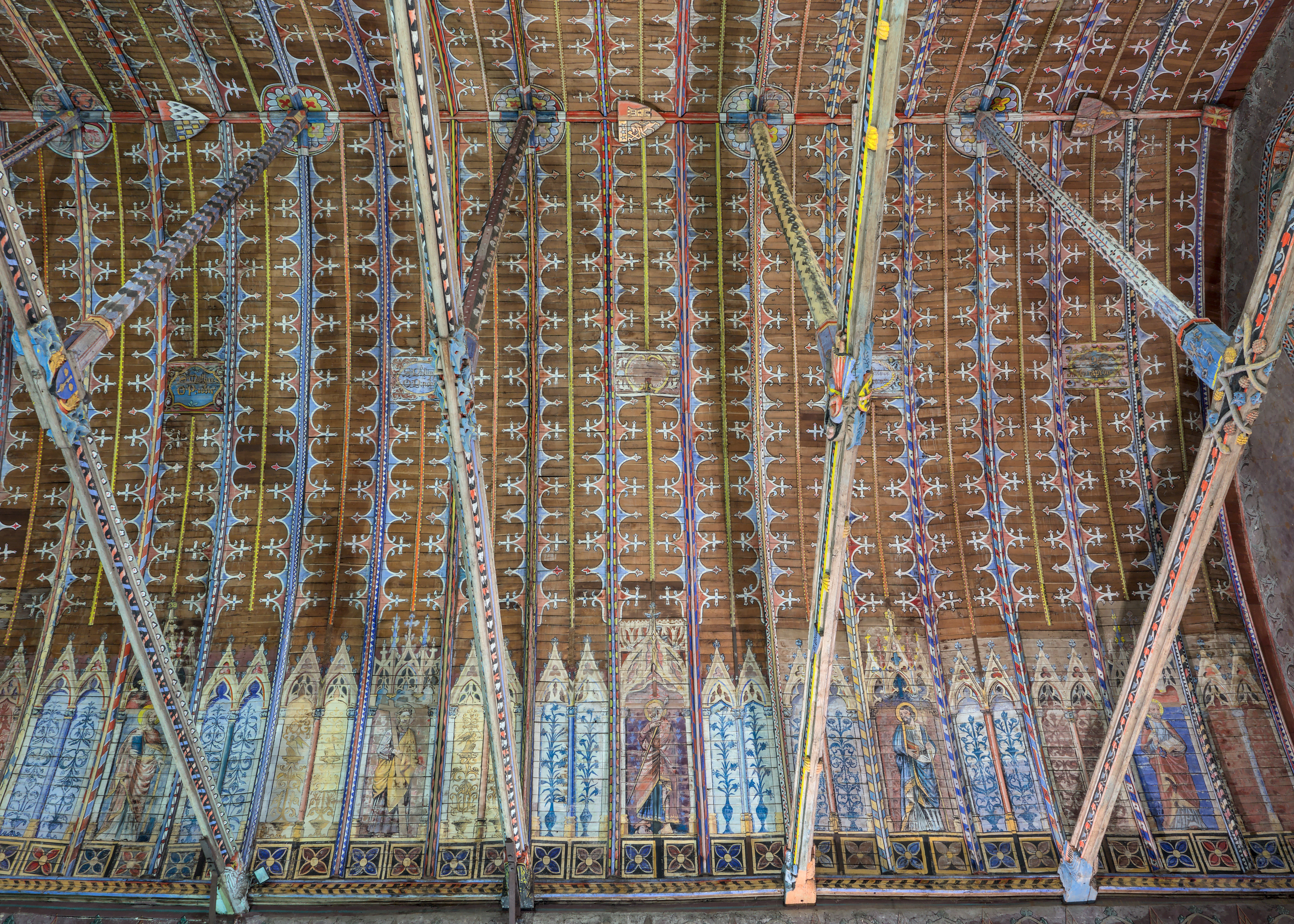
Bemalte Holzdecke
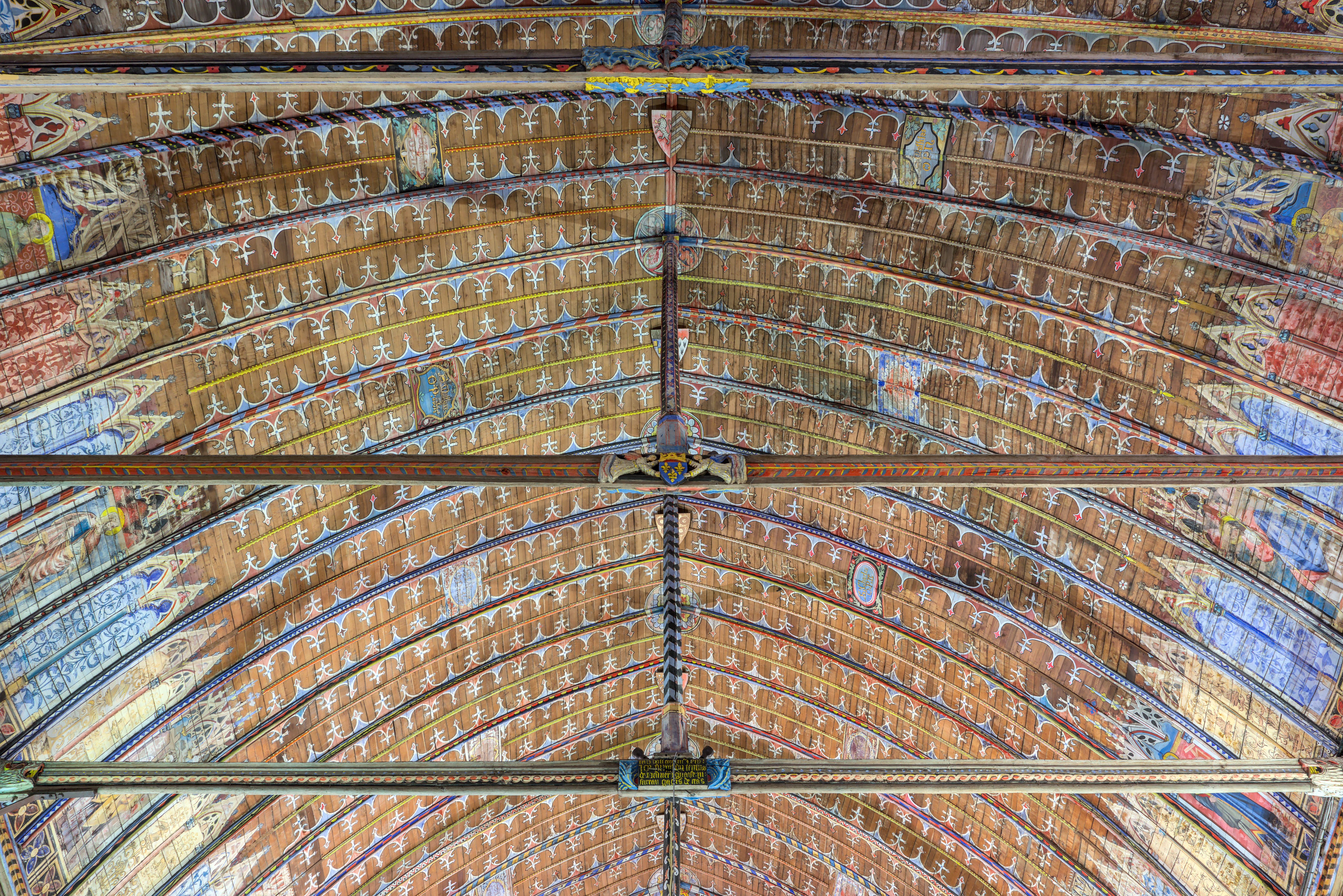
Bemalte Holzdecke
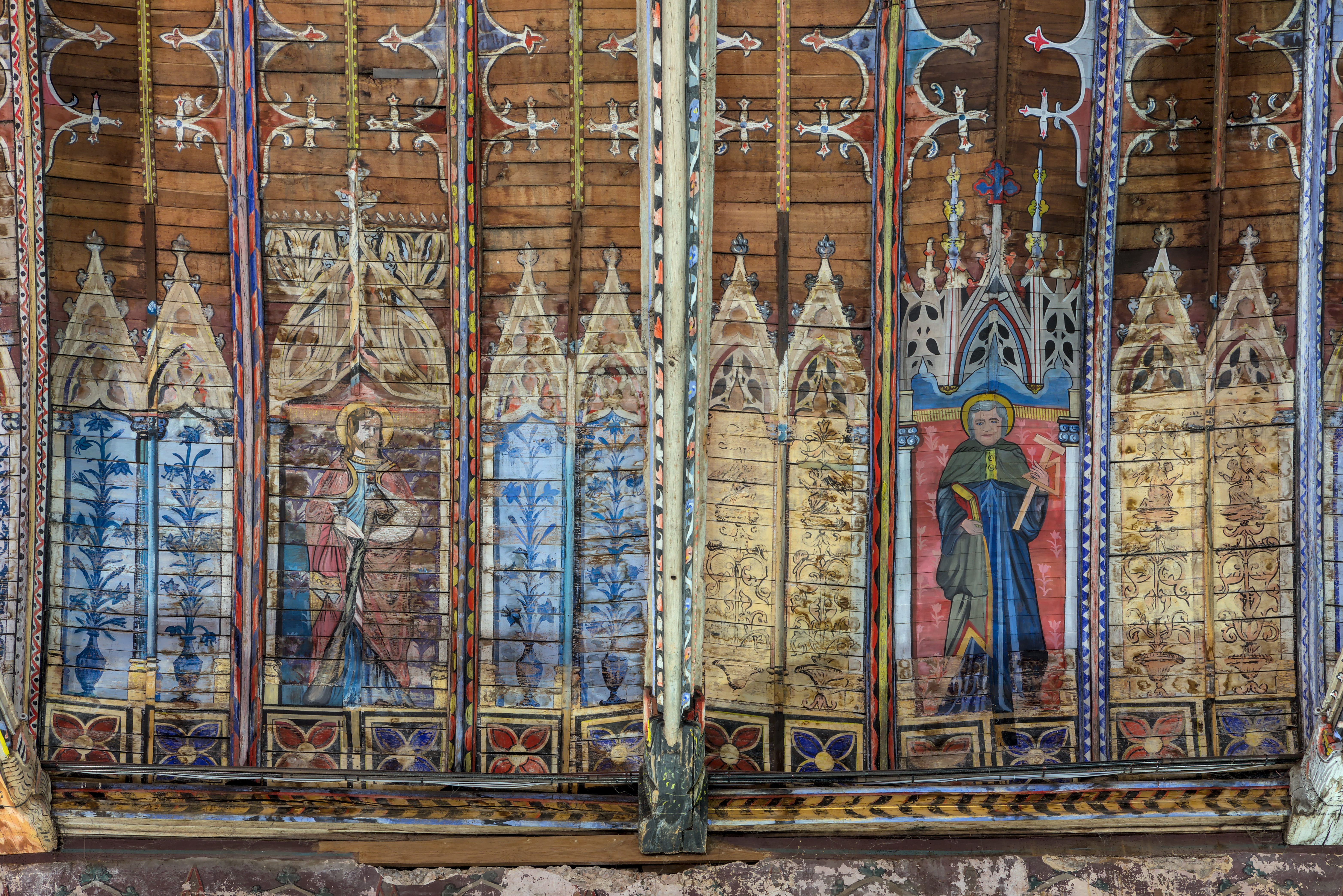
Bemalte Holzdecke

## Ausstattung

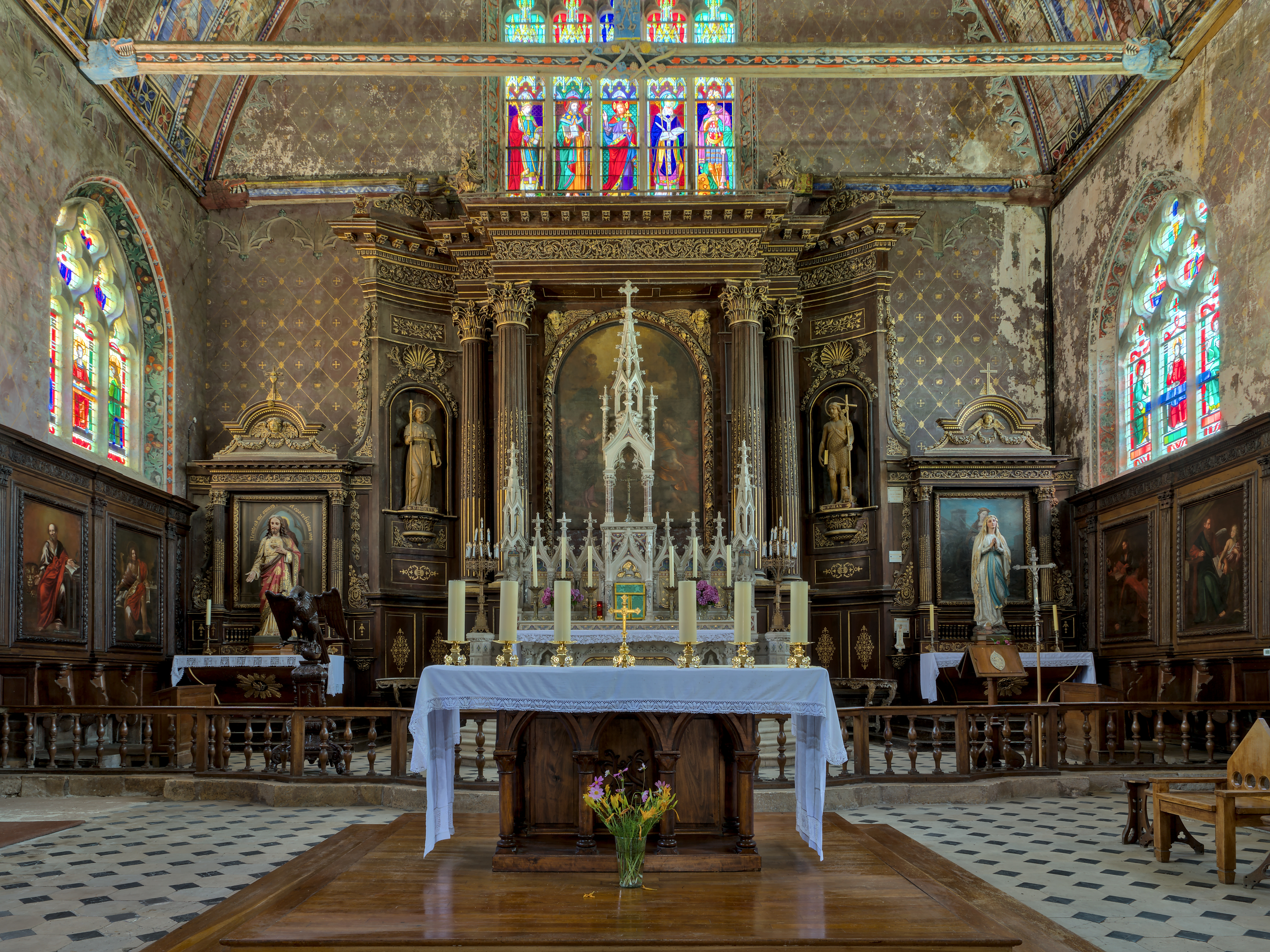
Chor

- Die Holztäfelung der Wände stammt von 1685.[1]
- Die Kanzel wurde im frühen 18. Jahrhundert geschaffen.[2]
- Die Bank für den Kirchenvorstand (banc d’œuvre) geht auf die Mitte des 18. Jahrhunderts zurück.[3]